# Orígenes de la ópera

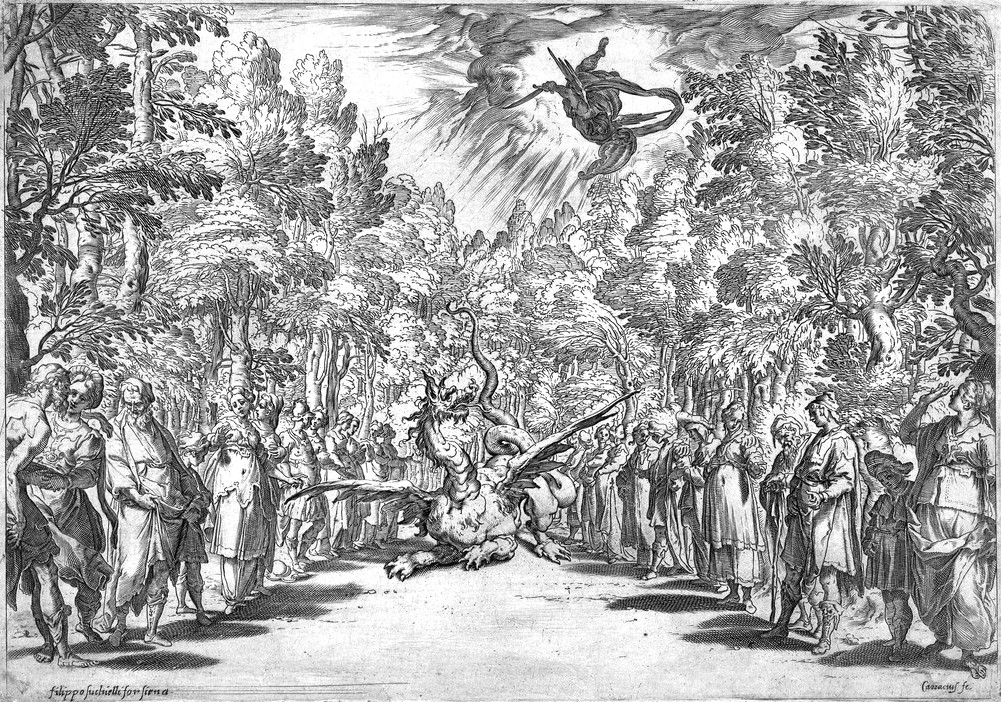
Escenario diseñado por Bernardo Buontalenti para el tercer intermedio (de seis) en la boda Medici de 1589: Apolo derrota al monstruo aterrorizando Delos. El libreto era de Ottavio Rinuccini, que volvió a usar parte del material en la primera ópera, Dafne, en 1597.

La palabra "ópera" significa "trabajo" u "obra" en idioma italiano (del plural del latín opus, que significa "trabajo" o "labor"), sugiriendo que combina el arte del canto solista y coral, declamación, actuación y danza en un montaje de espectáculo. Esta forma surgió en Italia desde un contexto de variadas formas de entretenimiento cortesano, y aunque las primeras óperas fueron modestamente montadas en comparación con otras formas contemporáneas de drama cantado, la ópera las superó, y actuó como transición entre la corte y el teatro público, adquiriendo los espectaculares montajes típicos del Intermedio.
Dafne, de Jacopo Peri, fue la primera composición generalmente considerada ópera, tal como se la define actualmente, aunque con solo cinco partes instrumentales fue mucho más una Ópera de cámara que el precedente Intermedio o que las óperas de Claudio Monteverdi de unos años después. Fue escrita alrededor de 1597, en gran parte, bajo la inspiración de un círculo elitista de literatos humanistas florentinos, conocido como la Camerata Florentina. Claramente, Dafne fue una tentativa por restablecer la clásica tragedia griega, como parte del movimiento más amplio de hacer resurgir la antigüedad clásica, característica del Renacimiento. Los miembros de la Camerata consideraban que los coros de los dramas griegos eran originalmente cantados, y posiblemente también el texto entero de todos los roles; la ópera así fue concebida como una manera de restaurar esta situación. El libreto fue de Ottavio Rinuccini, que había escrito algunos de los intermedios de Medici de 1587, en los cuales también Peri se había involucrado; Rinuccini parece haber reciclado algo del material de sus intermedios anteriores (ver imagen superior). Mucha de la música de Dafne desafortunademente se ha perdido (el libreto fue impreso y se conserva), pero una de las últimas óperas de Peri, Euridice, de 1600, es la primera ópera que ha sobrevivido de manera completa hasta el presente.
La tradición de montar drama con música cantada deriva de formas seculares y religiosas de la Edad Media, y en el tiempo en que aparece la primera ópera el Intermedio italiano tiene sus formas equivalente en varios países.

## Orígenes italianos de la ópera
El trabajo de Peri, de todas formas, no se presentó fuera de un vacío creativo en el área del drama cantado. Un requisito previo subyacente para la creación de la ópera apropiada era la práctica de la monodia. Monodia es el canto solista de una melodía concebida dramáticamente, diseñada para expresar el contenido emocional del texto que acompaña, mediante una relativamente simple secuencia de acordes aún en partes polifónicas. Los compositores italianos comenzaron a componer en este estilo al final del siglo XVI, y este creció principalmente debido a la práctica de muchos años de las presentaciones de madrigales polifónicos, con un cantante acompañado por una interpretación instrumental de las otras voces, y así también como la creciente popularidad de géneros más populares y homofónico como la frottola y la villanella. En estos últimos dos géneros, la tendencia se incrementaba hacia utilizar más textura homofónica, con la parte más alta ofreciendo una melodía elaborada, activa, y las más bajas (éstas eran generalmente composiciones de tres partes, en comparación con las de cuatro o más partes del madrigal) una estructura portante menos activa. De esto, solamente había un pequeño paso a la monodia hecha y derecha. Todos estos trabajos tendieron a posicionar a la poesía humanista en un tipo que intentara imitar a Petrarca y sus seguidores del Trecento; otro elemento del período era la tendencia al deseo de restauración de los principios asociados a una noción mixta de la antigüedad.

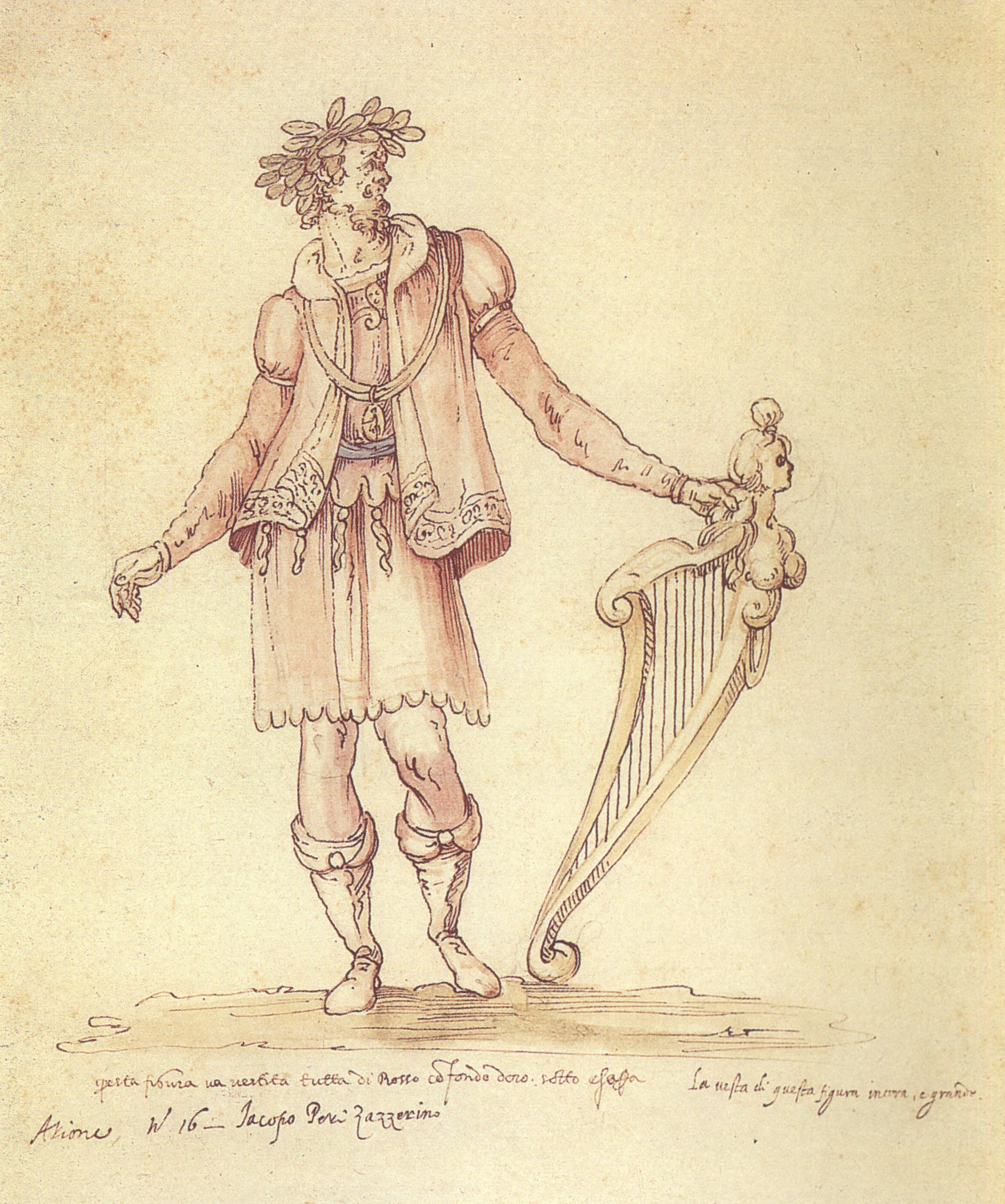
Jacopo Peri, vestido para cantar en Dafne.

El madrigal simple, frottola, villanella y sus géneros emparentados, presentado prominentemente en el intermedio, espectáculos teatrales con música que fueron fundados en los últimos setenta años del siglo XVI por las opulentas y crecientemente seculares cortes de las ciudades-estados italianas. Tales espectáculos, fueron efectuados generalmente para conmemorar acontecimientos significativos del estado: bodas, victorias militares, y similares, y alternados con los actos representados. Como la ópera posterior, un intermedio ofreció el canto a solas ya mencionado, pero también madrigales realizados en su textura típica de la multi-voz, y el baile acompañado por los instrumentalistas presentes. Estaban espléndidamente montados, y lideraron la escenografía de la segunda mitad del siglo XVI. El intermedio tendió a no contar una historia como tal, aunque lo hicieran de vez en cuando, pero centrado casi siempre en un cierto elemento particular de la emoción o de la experiencia humana, expresado con alegoría mitológica.
La puesta en 1607 de la ópera de Peri, Eurídice como parte de las celebraciones de una boda Medici, ocasión para el más espectacular e internacionalmente famoso intermedio del siglo previo, fue probablemente un desarrollo crucial de la nueva forma, poniéndola en la corriente dominante de los espléndidos entretenimientos cortesanos.
Otro popular entretenimiento cortesano en ese tiempo fue la Comedia madrigal, después llamada "ópera madrigal" por los musicólogos familiarizados con el género posterior. Éste consistía en una serie de madrigales encadenados juntos sugiriendo una narrativa dramática, pero no en escena. Hubo dos "pastorales" con montaje musical: Il Satiro y La Disperazione di Fileno, ambas producidas en 1590 y escritas por Emilio de' Cavalieri. Aunque estos trabajos perdidos parezcan tener incluidas solo arias sin recitativos, eran al parecer a los que se refería Peri, en su prefacio a la edición publicada de su  Euridice , cuando escribió: " Signor Emilio del Cavalieri, antes de cualquier otro de quién sepa, nos permitió oír nuestra clase de música sobre el escenario". Otras obras pastorales habrían incluido algunos números musicales, uno de los primeros, La fabula d'Orfeo (1480) de Poliziano tenía al menos tres canciones solistas y un coro.

## El ballet cortesano francés y la mascarada inglesa

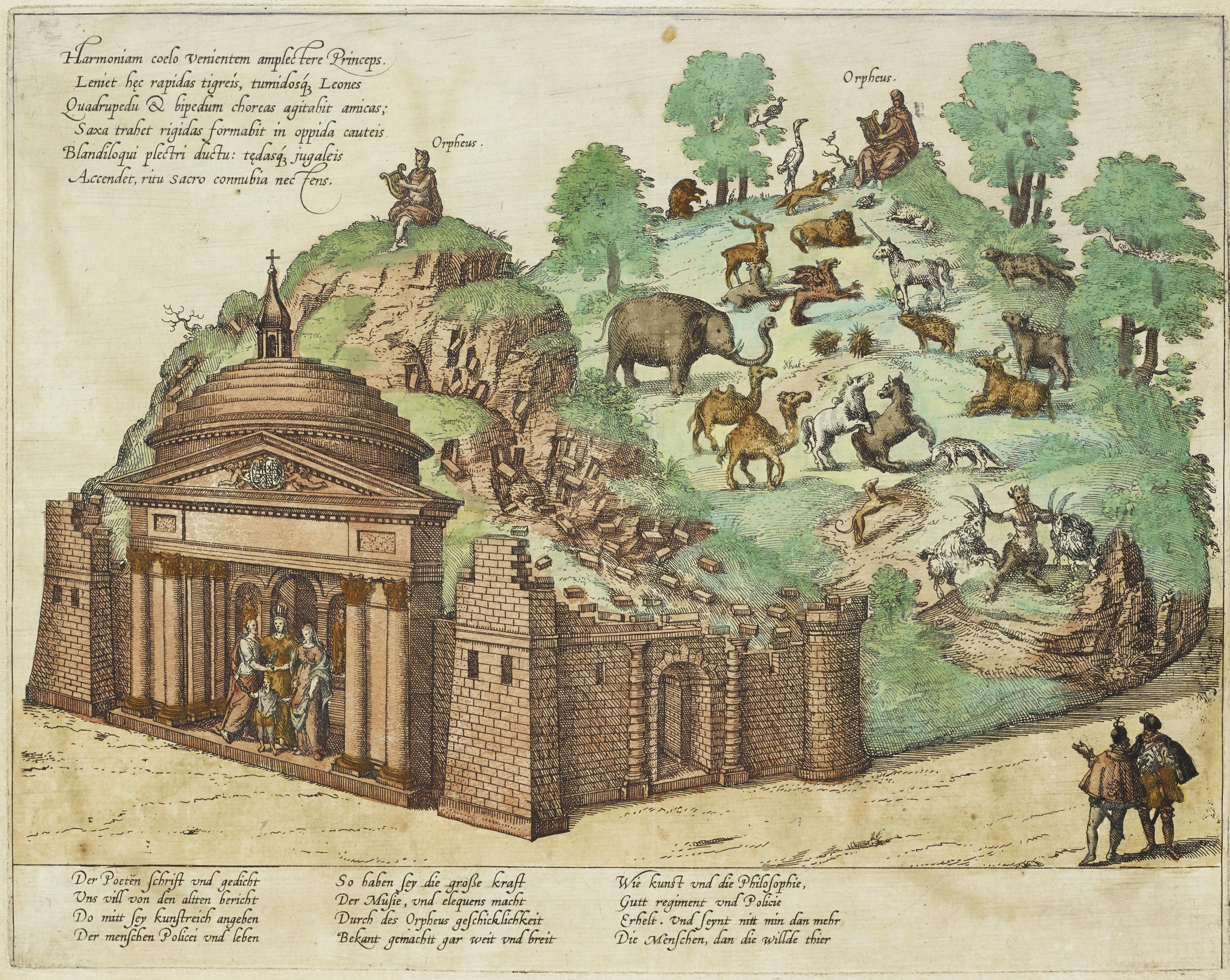
Puesta de Orpheus and Amphion para una boda principesca en Düsseldorf en 1585.

Sumado a la ópera en Italia, se desarrollaron concurrentemente, al final del siglo XVI y principios del siglo XVII, las formas nacionales particulares francesa ballet cortesano, como parte de los Festivales de la corte de Catalina de Medici, y la mascarada inglesa, que era similar al intermedio italiano en varios aspectos, incluyéndose el énfasis en las espectaculares puestas en escena. En ambos casos, la diferencia principal, aparte del estilo musical local, era un mayor grado de participación de la audiencia, ya sea en la forma de danzas en escena o procesional. En este tiempo, lógicamente, la audiencia estaba conformada primariamente por nobles invitados y cortesanos, aunque los intermedios de Medici de 1589 fueron repetidos tres veces para audiencias más amplias. La mascarada inglesa también presentaba un "deleite" culminante, en la cual los artistas se conducían hacia el público y brincaban con ellos. La ópera fue importada en ambos países a mediados del siglo XVII, en donde se fusionaron con el incipiente género local. Esto condujo a la dominación del ballet en la ópera de tradición francesa.

## La primera ópera inglés
En Inglaterra, la tradición de la Mascarada estuvo fuertemente asociada con la corte de Carlos I como para sobrevivir al brote de la guerra civil inglesa. Aunque poco probable, fue bajo el régimen totalitario y puritano de Oliver Cromwell que la primera ópera inglesa, The siege of Rhodes fue producida en 1656, obra recibida sin entusiasmo por este régimen, y no subsidiada por el gobierno de post-Restauración inglesa de Carlos II, quien prefirió las comedias y los que actuaban en ellas. Esta carencia de respaldo financiero y la próspera tradición inglesa por la música incidental, hicieron difícil que la ópera de estilo italiano se arraigara allí. En su lugar se desarrolló la Semi-ópera inglesa, aunque no se produjeron obras en gran cantidad. Incluso luego de que las óperas importadas de Italia fueran puestas en escena, los compositores ingleses fueron extremadamente lentos en explorar el género.

## Otros antepasados de la ópera

### Religiosos
En los primeros tiempos, la música había sido parte de los Misterios medievales, destacando a una de sus compositoras más conocidas para el público actual, Hildegard de Bingen. Si éstos deben ser mirados como posibles progenitores de la ópera es altamente discutible. Las celebraciones litúrgicas importantes eran a menudo dramáticas en considerable grado, presentando procesiones elaboradas, Tableaux vivants y drama litúrgico; la Missa Aurea es el ejemplo más conocido. Una nueva forma de drama litúrgico del siglo XVII, el oratorio se presentó poco después del advenimiento de la ópera, aunque, debido al menos a la cantata, forma de aria-recitativo no dramática (originalmente secular).

### Seculares
Los orígenes de la ópera claramente recaen en la corte noble, mientras que los Misterios fueron normalmente una forma burguesa, confiada al Gremio. Pero varias formas de festividades cortesanas medievales combinaron música y drama; en el período gótico la mayoría de los banquetes medievales, tales como el "Banquet du Voeu du Faisan" de Borgoña de 1454, fueron acompañados por representaciones, a menudo elaborados montajes reviviendo acciones militares, con cortesanos tomando parte. No así como los dramas litúrgicos, que se conservan en gran número, al menos sus libretos; solo tenemos ligeras descripciones de los primeros espectáculos dramáticos cortesanos. Una Entrada Real era típicamente acompañada por varias presentaciones cortas, entre ellas Tableaux vivants y mascaradas.